# Liste des sénateurs de Saint-Martin
Le siège de sénateur de la partie française de l'île de Saint-Martin a été créé en 2008.
| Période                                | Identité               | Groupe | Commentaires                                                                                |
| -------------------------------------- | ---------------------- | ------ | ------------------------------------------------------------------------------------------- |
| 1er octobre 2008 – 31 décembre 2013    | Louis-Constant Fleming | UMP    | Il était inéligible pour 1 an en tant que Président du Conseil territorial de Saint-Martin. |
| 1er janvier 2014 – 30 septembre 2014   | –                      | –      | Mandat resté neuf mois vacant à la suite de la démission du sénateur.                       |
| 1er octobre 2014 – 30 septembre 2020   | Guillaume Arnell       | RDSE   | Autre mandat : 1er Vice-président du Conseil territorial de Saint-Martin.                   |
| Depuis le 1er octobre 2020             | Annick Petrus          | LR     | Autre mandat : Membre du Conseil territorial de Saint-Martin.                               |
| Voir aussi l'Histoire de Saint-Martin. |                        |        |                                                                                             |

### Sources
- « Louis-Contant Fleming contraint à la démission », St Martin's Week, no 1200,‎ 28 juillet 2008